# Peristicta muzoni
Peristicta muzoni là loài chuồn chuồn trong họ Protoneuridae. Loài này được Pessacq & Costa mô tả khoa học đầu tiên năm 2007.